# Roy Pouw

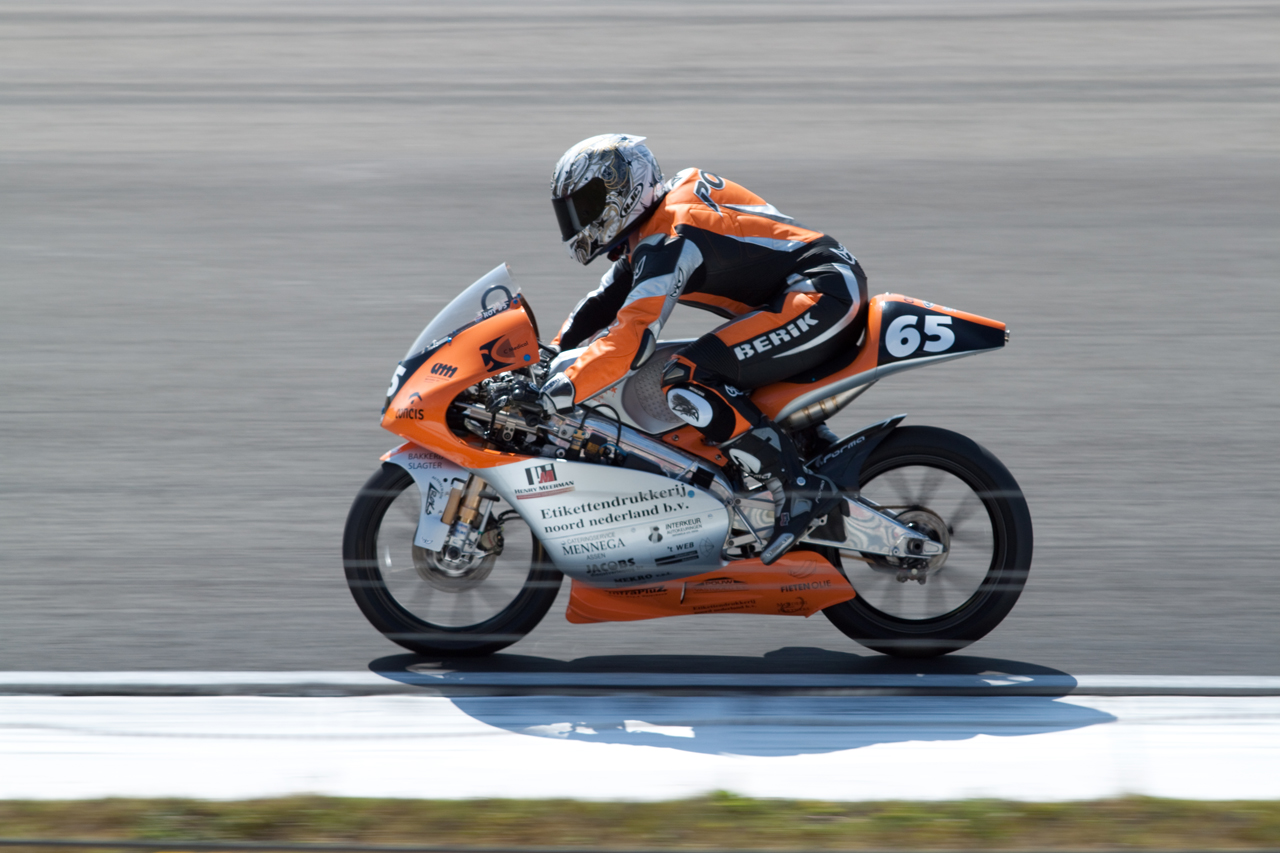
Roy Pouw in 2010

Roy Pouw (Kerkenveld, 7 juni 1992) is een Nederlands motorcoureur. Hij rijdt voor het Nederlands-Hongaarse Team Holland - Mototechnic.
Als klein jongetje kreeg hij zijn eerste crossmotortje om daarmee in het weiland van zijn ouders te kunnen "leren" rijden. Het duurde tot zijn tiende toen hij de overstap maakte - midden in het seizoen - naar de minibikes. In dat eerste jaar reed hij naar de tiende plek in het Nederlands Kampioenschap. Het jaar daarop werd hij tweede in het NK.
Vervolgens kwam hij bij de junior-cup in actie, wat hem uiteindelijk een tweede plek in het NK opleverde.
In 2007 kreeg hij voor het eerst een wildcard voor de Dutch TT-Assen. Hij kwalificeerde zich en reed de wedstrijd ook uit. Ook voor de TT-Assen 2009 kreeg hij een wildcard in de 125 cc klasse, maar moest afhaken door mechanische problemen.
De jonge coureur uit Kerkenveld heeft al relatief veel pech gekend, maar dit heeft hem niet weerhouden door te gaan in motorsport. Op de laatste zondag van seizoen 2010 werden zijn inspanningen omgezet in een Nederlands kampioenschap.

## Carrière
- 2007: circuit van Spa-Francorchamps - 3e plaats
- 2007: Assen, Wereldkampioenschap wegrace 2007 - 25e plaats op een Aprilia
- 2008: Catalonië, Spaans Open Kampioenschap - 4e plaats
- 2008: Assen: Speed Trophy races - 4e plaats op een Aprilia
- 2009: Circuit de Catalunya, Spanje - 26e plaats
- 2009: Oss: ONK 125 cc - 7e plaats
- 2009: Wereldkampioenschap wegrace 2007 op een Aprilia RSW125
- 2009: Internationale Deutsche Motormeisterschaft (IDM) - 16e plaats op een Honda RS 125 R
- 2009: Assen, - ONK - 5e plaats
- 2010: Assen, Nederlands Kampioen op een Aprilia in de klasse 125 cc voor wegracemotoren.